# Мегаро
Мегаро или Радосинища (на гръцки: Μέγαρο, катаревуса: Μέγαρον, Мегарон, до 1927 година Ραδοσίνιστα, Радосиниста) е село в Гърция, дем Гревена, административна област Западна Македония.

## География
Селото е разположено на 980 m надморска височина, в подножието на Смолика, западно от Гревена.

## История

### Етимология
Според академик Иван Дуриданов името Радунища е първоначален патроним на -ишти < -itji, който произхожда от личното име Радун, като според него името е доказателство, че селото е основано от българи.

### В Османската империя
Църквата на северния вход на селото „Свети Атанасий“ е от XIX век.
Към 1900 година според статистиката на Васил Кънчов („Македония. Етнография и статистика“) Радунища брои 400 жители гърци християни.
Според статистика на Серфидженския санджак на гръцкото консулство в Еласона от 1904 година в Радосинища (Ραντοσίνιστα), Гревенска каза, живеят 340 гърци елинофони християни.

### В Гърция
През Балканската война в 1912 година в селото влизат гръцки части и след Междусъюзническата в 1913 година селото влиза в състава на Кралство Гърция.
В 1927 година името на селото е сменено на Мегаро.
Населението произвежда жито, тютюн, картофи и други земеделски култури, като частично се занимава и със скотовъдство.
| Име      | Име       | Ново име  | Ново име   | Описание                   |
| -------- | --------- | --------- | ---------- | -------------------------- |
| Дзами    | Τζαμί     | Корифи    | Κορυφή     | връх ЮЗ от Мегаро (1172 m) |
| Бокарела | Μποκαρέλα | Бокарелас | Μποκαρέλας |                            |

| Година    | 1913 | 1920 | 1928 | 1940 | 1951 | 1961 | 1971 | 1981 | 1991 | 2001 | 2011 | 2021 |
| --------- | ---- | ---- | ---- | ---- | ---- | ---- | ---- | ---- | ---- | ---- | ---- | ---- |
| Население | 745  | 694  | 809  | 981  | 856  | 809  | 653  | 622  | 581  | 561  | 370  | 301  |

## Личности
Родени в Мегаро
- Атанасиос Гумас (1875 - 1957), гръцки андартски капитан
- Йоанис Насиопулос (Ιωάννης Νασιόπουλος), гръцки андартски деец от трети ред[10]
- Лазарос Папайоану (Λάζαρος Παπαϊωάννου), гръцки андартски деец от трети ред[11]
- Лукас Кокинос (1878 – 1913), гръцки андартски капитан